# Sojka III
Sojka III — разведывательный БПЛА. Небольшой дрон дивизионного уровня, поступивший на вооружение армии чешской республики в 1997 году. Разработал Технический институт ВВС и ПВО, разведывательная аппаратура — ТВ-камера черно-белого изображения и фотокамера.

## ЛТХ
- длина — 3,78 м
- размах крыла — 4,12 м
- максимальная взлетная масса — 145 кг
- масса полезной нагрузки — 30 кг
- дальность действия — 60-100 км
- крейсерская скорость — 180 км/ч
- продолжительность полета — до 3 часов